# جيم دكورث (عازف قيثارة)
جيم دكورث (بالإنجليزية: Jim Duckworth)‏ هو عازف قيثارة أمريكي، ولد في 27 أبريل 1965.